# Paul Maye
Paul Maye (Bayonne, 19 augustus 1913 - Biarritz, 19 april 1987) was een Frans wielrenner.
De Franse Bask was een van de beste Franse wielrenners van zijn generatie en won onder andere drie keer Paris-Tours, een record dat hij deelt met Gustave Danneels, Guido Reybrouck en Erik Zabel.

## overwinningen
1934
- Frans kampioenschap (amateurs)

1935
- Frans kampioenschap (militairen)

1936
- etappe 10 & 19c Ronde van Frankrijk
- Bordeaux - Saint-Jean d'Angély

1938
- Frans kampioen op de weg, Elite

1939
- Paris-Angers

1941
- Paris-Tours
- Circuit de Paris

1942
- Paris-Tours
- Paris-Nantes
- Circuit de Paris

1943
- Frans kampioen op de weg, Elite

1945
- Paris-Roubaix
- Paris-Tours

1946
- Momignies

1947
- Circuit de La Vienne

## Resultaten in voornaamste wedstrijden
| Jaar | Ronde van Italië | Ronde van Frankrijk | Ronde van Spanje |
| ---- | ---------------- | ------------------- | ---------------- |
| 1936 |                  | 33e (2)             |                  |
| 1937 |                  | opgave              |                  |
| 1938 |                  | opgave              |                  |
| 1939 |                  | opgave              |                  |
| 1941 |                  |                     |                  |
| 1942 |                  |                     |                  |
| 1943 |                  |                     |                  |
| 1944 |                  |                     |                  |
| 1945 |                  |                     |                  |
| 1947 |                  | opgave              |                  |
| 1948 |                  | opgave              |                  |

| Jaar | Parijs-Roubaix | Parijs-Tours |
| ---- | -------------- | ------------ |
| 1936 |                |              |
| 1937 |                |              |
| 1938 |                | Brons        |
| 1936 |                |              |
| 1941 |                | ↑            |
| 1942 |                | Goud         |
| 1943 | 36e            | 6e           |
| 1944 | 66e            |              |
| 1945 | ↑              | Goud         |
| 1947 |                |              |
| 1948 |                |              |

- Bibliothèque nationale de France: cb165361811 (data)
- International Standard Name Identifier: 0000 0003 5603 5934
- Système universitaire de documentation: 155623567
- Virtual International Authority File: 177526856